# 顫慄時空
《顫慄時空》是一部2005年上映的美国科幻心理驚悚片，由約翰·瑪耶巴厘执导，主演有阿德里安·布罗迪、姬拉·麗莉、克里斯·克里斯托佛森和珍妮佛·傑森·李。该片部分改编自1915年杰克·伦敦的小说《星游人》，其在英国出版时曾名为“The Jacket”。电影剧本由玛西·塔杰丁（Massy Tadjedin）根据汤姆·布利克（Tom Bleecker）和马克·罗科（Marc Rocco）的故事创作。配乐由布萊恩·伊諾创作，摄影指导是彼得·戴明（Peter Deming）。
《顫慄時空》于2005年圣丹斯电影节首映，由華納獨立影片公司于2005年3月4日在美国院线上映。影片以2850万美元的预算，仅收获了2110万美元票房，以及褒贬不一的评价。

## 剧情
海湾战争老兵杰克·斯塔克斯在头部中弹后奇迹般地活了下来，于1992年返回佛蒙特州，但他患有间歇性健忘症。一天，他在路上偶遇小女孩杰姬及其酗酒成性的母亲，她们的卡车抛锚，母女俩情绪低落。斯塔克斯与杰姬迅速建立了友谊，她请求斯塔克斯把军牌送给她，他答应了。随后，他帮忙修好卡车，继续上路。不久后，一名司机在同一条公路上遇见斯塔克斯，让他搭车。然而，他们很快被警察拦下。
场景一转，斯塔克斯倒在一条偏僻的公路旁，而警察已死亡，斯塔克斯身上有一枚出自警察手枪的子弹，凶器也落在一旁。尽管他声称案发现场还有另一个人，但由于他的失忆症，他的供词未被采信，最终以精神失常为由被判无罪，送往精神病院。
在精神病院里，斯塔克斯被交由精神科医生托马斯·贝克及其团队照料。1992年12月，贝克强迫斯塔克斯接受一种未经授权的极端治疗：他被注射实验性药物，绑在拘束衣里，放入殮房的柜子中进行感覺剝奪。出乎意料的是，在这种情况下，斯塔克斯发现自己能够穿越时间，来到了15年后的2007年，但只能停留片刻。他在一间公路餐厅遇到了长大后的杰姬，她在这里工作。他怀疑自己是否真的穿越到了2007年，因为杰姬是他唯一能清晰记住的人。杰姬并不认得他，但对他心生怜悯，收留他在她的公寓过夜。在公寓里，斯塔克斯偶然发现了自己当年的军牌，于是质问杰姬。惊恐的杰姬告诉他，他不可能是杰克·斯塔克斯，因为斯塔克斯早在1993年元旦当天就已经死了，之后让他离开。随着治疗的继续，斯塔克斯多次穿越到未来，最终赢得了杰姬的信任。他们共同努力，尝试利用时间旅行来改变过去，以帮助斯塔克斯逃出精神病院，并拯救他的生命。
1993年1月1日清晨，斯塔克斯意识到自己时日无多。他终于说服了精神科医生贝丝·洛伦森，让她相信他的时间旅行经历及对未来的预知能力。洛伦森偷偷带斯塔克斯离开医院，驾车送他去杰姬小时候的家。他将一封信交给杰姬的母亲，信中描述了杰姬未来的悲惨命运，并警告她：如果她在睡前吸烟，会因火灾死亡，导致杰姬成为孤儿。回到医院后，斯塔克斯闪回至海湾战争时头部中弹的场景，不慎在冰面上滑倒并撞到头部，鲜血直流。临死前，他说服了两位较为同情他的医生，让他们再给他最后一次穿上拘束衣进行治疗。
斯塔克斯再次回到2007年，发现他写给杰姬母亲的信已经改变了一切。现在的杰姬生活得比之前的2007年时要好得多，她不再是餐厅服务员，而是身穿护士服，性格也变得更加开朗。两人再次重演了他们在2007年的第一次相遇：杰姬在雪地里看到斯塔克斯，最初驱车驶过，但当她注意到他头部受伤后，又倒车回来，将他接上车，还表示要带他去她工作的医院。在车上，杰姬接到了母亲的电话——母亲还活着，而且一切都很好。汽车继续行驶，画面逐渐变白，杰姬的声音响起：“我们还有多少时间？”这正是她曾经问过斯塔克斯的问题。片尾字幕滚动时，歌曲〈We Have All the Time in the World〉（我們擁有世界上所有的時間）由伊基·波普演唱，暗示了问题的答案。

## 演员
- 阿德里安·布罗迪 饰 杰克·斯塔克斯
- 姬拉·麗莉 饰 杰姬·普莱斯
  - 蘿拉·馬拉諾 饰 年幼的杰姬·普莱斯
- 克里斯·克里斯托佛森 饰 托马斯·贝克医生
- 珍妮佛·傑森·李 饰 贝丝·洛伦森医生
- 凱莉·林區（英语：Kelly Lynch） 饰 琼·普莱斯
- 布萊德·藍佛 饰 陌生人
- 丹尼尔·克雷格 饰 鲁迪·麦肯齐
- 斯蒂文·麥金托什 饰 霍普金斯医生
- 布伦丹·科伊尔（英语：Brendan Coyle） 饰 达蒙
- 麦肯兹·菲利普斯（英语：Mackenzie Phillips） 饰 哈丁护士
- 傑生·路易斯 饰 哈里森警官
- 理查德·迪兰（英语：Richard Dillane） 饰 梅德利上尉
- 乔纳·洛坦（英语：Jonah Lotan）和安吉尔·库尔比（英语：Angel Coulby） 饰 实习生
- 保罗·伯查德（英语：Paul Birchard） 饰 医生
- 奈杰尔·惠特梅（英语：Nigel Whitmey） 饰 中尉
- 伊恩·波特（英语：Ian Porter (actor)） 饰 少校
- 安东尼·埃德里奇饰 摩根医生
- 凯瑞·沙勒（英语：Kerry Shale） 饰 检察官
- 安格斯·麦金尼斯（英语：Angus MacInnes） 饰 法官
- 理查德·杜尔登（英语：Richard Durden） 饰 黑尔医生
- 特里斯坦·吉米尔（英语：Tristan Gemmill） 饰 纳什警官
- 科林·斯廷顿（英语：Colin Stinton） 饰 陪审团代表
- 塔拉·萨默斯（英语：Tara Summers） 饰 尼娜护士
- 安杰洛·安德烈欧 饰 巴巴克
- 特蕾莎·加拉格尔（英语：Teresa Gallagher） 饰 萨莉护士
- 安·基德 饰 州代表
- 查内·德米尔 饰 贾米特
- 弗朗西斯·布雷迪-斯图尔特 饰 带狗的女人
- 洛莉·苏西 饰 护士
- 加里克·哈根（英语：Garrick Hagon） 饰 辩护律师
- 菲什（英语：Fish (singer)） 饰 吉米·弗莱舍

## 制作
1998年9月，曼德勒制片公司开发的项目之中就有《顫慄時空》，原计划由马克·罗科执导。2000年6月，佐治·古尼和史蒂文·索德伯格通过Section Eight Productions加入该片的制作。最初的剧本设定了一名越战老兵，在返回美国后被诬谋杀，送往劳改农场，从另一名囚犯那里学会了心理上穿越未来的能力，并利用这一能力寻找陷害他的真凶。2002年5月，有报道称玛西·塔杰丁（Massy Tadjedin）为该片提供了剧本修改。同年9月，安东尼·福奎阿正在洽谈执导该片、同时派拉蒙影業负责发行。到了2003年4月，約翰·瑪耶巴厘开始商谈执导该片，而馬克·華伯格有望担任主演。到8月，華伯格和派拉蒙影業退出该项目，阿德里安·布罗迪接替主演，而该片成为華納獨立影片公司首批发行的影片之一。在这一阶段，剧本已完全舍弃了主人公因冤罪入狱并试图洗刷冤屈的情节，故事背景也由劳改农场改为精神病院。

## 背景
《顫慄時空》（The Jacket，“夾克”）的片名及核心设定——主角在极度紧绷的拘束衣（straitjacket）中体验體外的时间旅行——来源于1915年杰克·伦敦的小说。该小说在英国出版时名为“The Jacket”，而在美国出版时名为《星游人》（The Star Rover）。导演瑪耶巴厘曾表示，该片“大致基于一个真实故事，故事后来成为杰克·伦敦的小说。”这个真实故事来源于埃德·莫雷尔（Ed Morrell），他向伦敦讲述了聖昆丁监狱对囚犯使用极端拘束衣的不人道待遇。

## 反响

### 票房
《顫慄時空》于2005年3月4日上映，首周末票房为2,723,682美元（约合2020年的354萬美元），最高上映院线数达1,331家。最终，该片在北美累计票房6,303,762美元，全球总票房为21,126,225美元。

### 评价
根据評論匯總网站爛番茄汇总的162篇评论文章，44%的评论家给予该作正面评价，平均打分为5.4分（满分10分）。该网站总结的评论家共识是“《顫慄時空》是一部风格胜于内容的惊悚片。”。在Metacritic上，该片基于35篇评论，得分44%，表示“好坏参半或一般评价”。
芝加哥太陽報的著名影评人罗杰·埃伯特给出了两星（满分四星）的评价，写道：“你能感受到它想成为一部更好的电影，阿德里安·布罗迪和姬拉·麗莉都投入其中，但时间旅行的断裂感让整部电影像许多同类作品一样，变成了‘提早到达、错失离开、徒劳懊悔’的练习。”